# Joheunsaramisseumyeon sogaeshikeojwo
Pour les articles homonymes, voir A Perfect Match (homonymie).
Pour plus de détails, voir Fiche technique et Distribution.
Joheunsaramisseumyeon sogaeshikeojwo (좋은사람있으면 소개시켜줘, littéralement « présentez-moi quelqu'un de bien ») est un film sud-coréen réalisé par Mo Ji-eun, sorti en 2002.

## Synopsis
Hyo-jin travaille dans une agence de rencontres. Bien qu'elle ait beaucoup de réussite au boulot, sa vie sentimentale n'est qu'un grand vide… jusqu'au jour où elle récupère une cliente qui souhaite marier son fils, en dépit du total désintérêt de ce dernier.

## Fiche technique
- Titre : Joheunsaramisseumyeon sogaeshikeojwo
- Titre original : 좋은사람있으면 소개시켜줘
- Titre anglais : A Perfect Match
- Réalisation : Mo Ji-eun
- Scénario : In Eun-ah
- Production : Ahn Dong-gyu
- Musique : Kim Hyeong-seok
- Photographie : Hwang Cheol-hyeon
- Montage : Kyeong Min-ho
- Pays d'origine : Corée du Sud
- Format : Couleurs - 1,85:1 - Dolby Digital - 35 mm
- Genre : Comédie romantique
- Durée : 105 minutes
- Date de sortie : 2 août 2002 (Corée du Sud)

## Distribution
- Jeong Jun-ho : Park Hyun-su
- Shin Eun-kyung : Kim Hyo-jin
- Kong Hyung-jin : Jung-joon
- Kim Yeo-jin : Hae-in
- Hong Ji-min : cheffe d'équipe